# Asnan
Asnan ist eine französische Gemeinde mit 119 Einwohnern (Stand 1. Januar 2022) im Département Nièvre in der Region Bourgogne-Franche-Comté (vor 2016 Bourgogne). Sie gehört zum Arrondissement Clamecy und zum Kanton Corbigny. Die Einwohner werden Asnantais genannt.

## Geographie
Asnan liegt etwa 55 Kilometer südlich von Auxerre am Rande des Morvan. Umgeben wird Asnan von den Nachbargemeinden von Grenois im Westen und Norden, Talon im Norden und Nordosten, Challement im Osten, Germenay im Südosten sowie Moraches im Süden.

## Bevölkerungsentwicklung
| Jahr                       | 1962 | 1968 | 1975 | 1982 | 1990 | 1999 | 2006 | 2011 | 2019 |
| Einwohner                  | 216  | 199  | 172  | 163  | 145  | 137  | 142  | 128  | 120  |
| Quellen: Cassini und INSEE |      |      |      |      |      |      |      |      |      |

## Sehenswürdigkeiten
- Ehemalige Kirche aus dem 13. Jahrhundert
- Kirche Saint-Roch von 1874

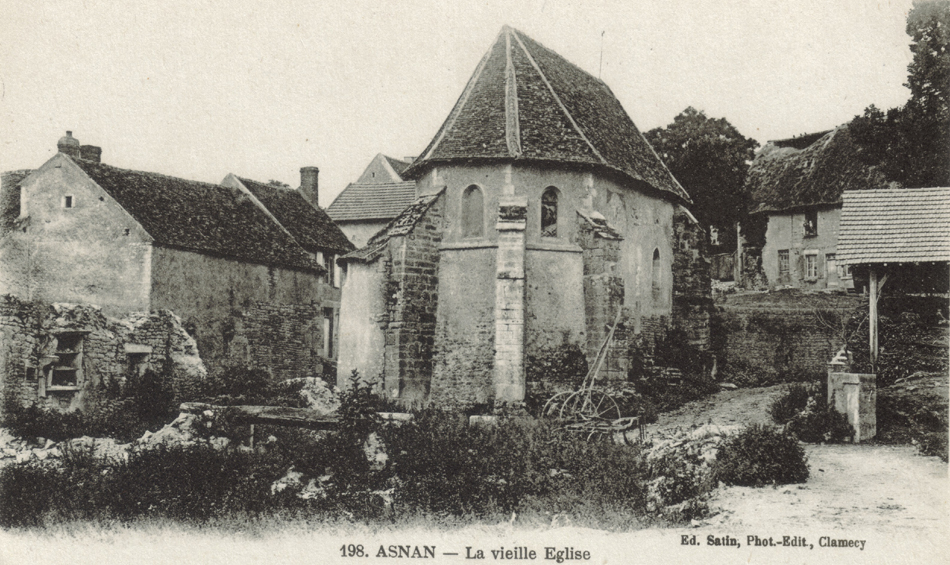
Ehemalige Kirche (Postkarte um 1920)
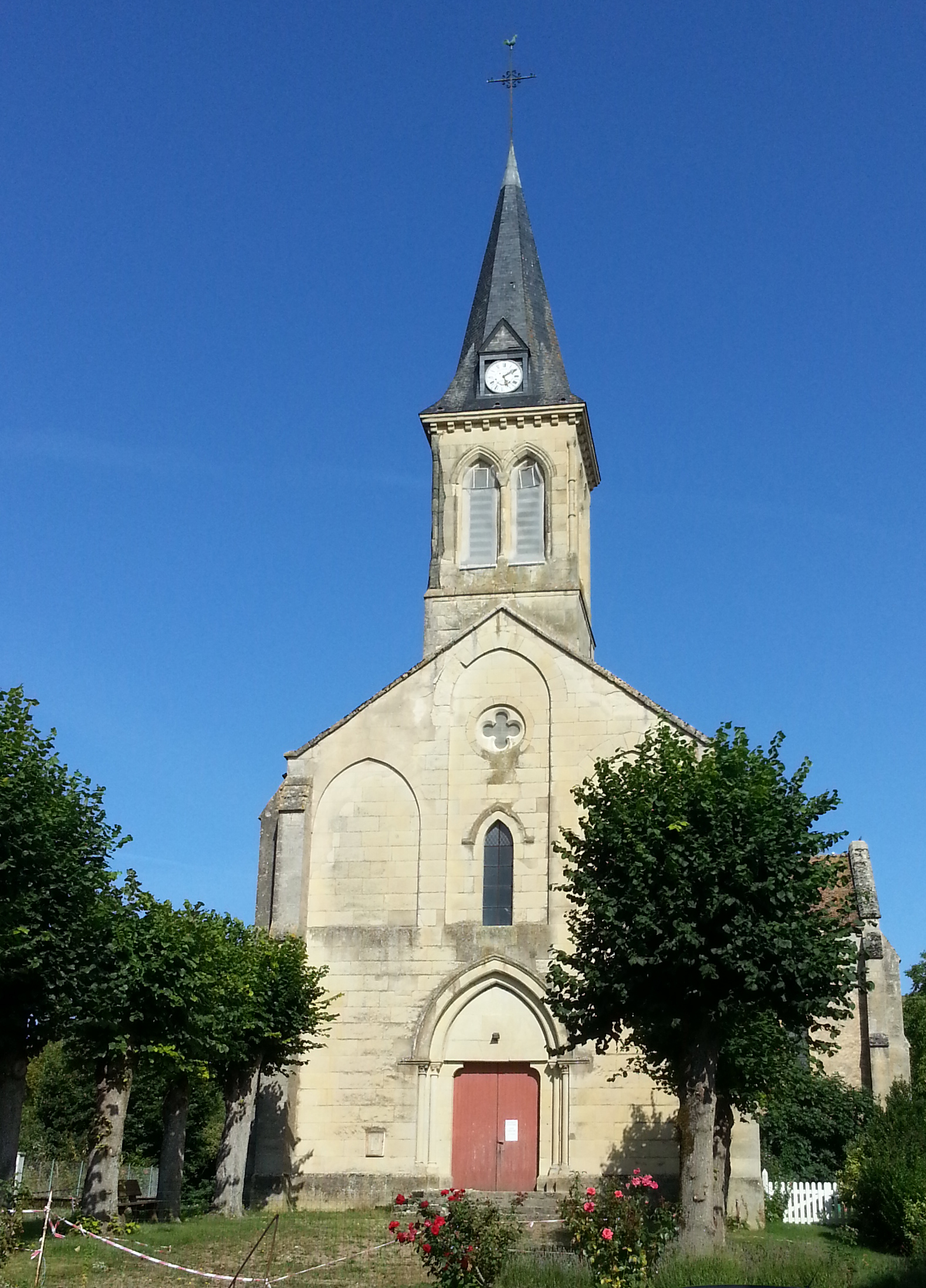
Kirche Saint-Roch